# NGC 941
NGC 941 (również PGC 9414 lub UGC 1954) – galaktyka spiralna z poprzeczką (SBc), znajdująca się w gwiazdozbiorze Wieloryba. Odkrył ją William Herschel 6 stycznia 1785 roku.
W galaktyce tej zaobserwowano do tej pory jedną supernową – SN 2005ad.